# Liste der Abgeordneten zum Oberösterreichischen Landtag (X. Wahlperiode)
Diese Liste der Abgeordneten zum Oberösterreichischen Landtag (X. Wahlperiode) listet alle Abgeordneten zum Oberösterreichischen Landtag in der X. Wahlperiode auf. Die Wahlperiode reichte vom 23. Dezember 1902 bis zum 19. Dezember 1908.

## Landtagsabgeordnete
| Name                      | Wählerklasse               | Region                 | Anmerkung                                 |
| ------------------------- | -------------------------- | ---------------------- | ----------------------------------------- |
| Baldinger Josef           | Landgemeinden              | Wahlbezirk Vöcklabruck |                                           |
| Baumgartner Cölestin      | Großer Grundbesitz         |                        |                                           |
| Beuerle Karl              | Städte und Industrialorte  | Linz                   |                                           |
| Blöchl Franz              | Landgemeinden              | Wahlbezirk Freistadt   |                                           |
| Böheim Josef              | Städte und Industrialorte  | Linz                   |                                           |
| Breuer Michael            | Landgemeinden              | Wahlbezirk Wels        |                                           |
| Christ Ludwig             | Handels- und Gewerbekammer |                        |                                           |
| Dirneier Johann           | Landgemeinden              | Wahlbezirk Ried        |                                           |
| Doblhofer Josef           | Landgemeinden              | Wahlbezirk Ried        |                                           |
| Doppelbauer Franz Maria   | Virilstimme                |                        | bis 2. Dezember 1908                      |
| Dworzak Hans              | Großer Grundbesitz         |                        |                                           |
| Ebenhoch Alfred           | Landgemeinden              | Wahlbezirk Rohrbach    |                                           |
| Eltz August               | Großer Grundbesitz         |                        |                                           |
| Erb Leopold               | Städte und Industrialorte  | Wahlbezirk Kirchdorf   |                                           |
| Esser Hermann             | Großer Grundbesitz         |                        |                                           |
| Falkner Franz             | Großer Grundbesitz         |                        | am 14. April 1907 verstorben              |
| Fink Max                  | Städte und Industrialorte  | Wahlbezirk Braunau     |                                           |
| Fuchs Leopold             | Landgemeinden              | Wahlbezirk Rohrbach    |                                           |
| Grasböck Theobald         | Großer Grundbesitz         |                        |                                           |
| Gruber Ludwig             | Städte und Industrialorte  | Wahlbezirk Freistadt   |                                           |
| Haderer Johann            | Landgemeinden              | Wahlbezirk Schärding   | ab 14. Dezember 1906 für Johann Zehetmayr |
| Hauser Johann Nepomuk     | Landgemeinden              | Wahlbezirk Schärding   |                                           |
| Heimpl Karl               | Landgemeinden              | Wahlbezirk Steyr       |                                           |
| Heindl Leopold            | Städte und Industrialorte  | Wahlbezirk Grein       |                                           |
| Hinsenkamp Heinrich       | Städte und Industrialorte  | Wahlbezirk Urfahr      |                                           |
| Hölzl Markus              | Städte und Industrialorte  | Wahlbezirk Schärding   |                                           |
| Huber Ignaz               | Landgemeinden              | Wahlbezirk Wels        |                                           |
| Jäger Ernst               | Städte und Industrialorte  | Linz                   |                                           |
| Kaltenbrunner Franz       | Landgemeinden              | Wahlbezirk Gmunden     |                                           |
| Kiener Mathias            | Städte und Industrialorte  | Wahlbezirk Vöcklabruck |                                           |
| Lachinger Johann          | Landgemeinden              | Wahlbezirk Vöcklabruck |                                           |
| Mayr Max                  | Landgemeinden              | Wahlbezirk Linz        |                                           |
| Pamminger Franz           | Landgemeinden              | Wahlbezirk Kirchdorf   |                                           |
| Poeschl Rudolf            | Städte und Industrialorte  | Wahlbezirk Rohrbach    |                                           |
| Reininger Karl            | Handels- und Gewerbekammer |                        |                                           |
| Schachinger Karl          | Städte und Industrialorte  | Wahlbezirk Eferding    |                                           |
| Schauer Johann            | Städte und Industrialorte  | Wels                   |                                           |
| Schlegel Josef            | Landgemeinden              | Wahlbezirk Grein       |                                           |
| Schmidlechner Franz       | Landgemeinden              | Wahlbezirk Braunau     |                                           |
| Starhemberg Ernst Rüdiger | Großer Grundbesitz         |                        |                                           |
| Stiegler Viktor           | Städte und Industrialorte  | Steyr                  |                                           |
| Treml Ignaz               | Großer Grundbesitz         |                        | ab 14. September 1907 für Franz Falkner   |
| Vesco Josef               | Städte und Industrialorte  | Wahlbezirk Gmunden     |                                           |
| von Gagern Karl           | Großer Grundbesitz         |                        |                                           |
| von Kast Michael          | Großer Grundbesitz         |                        |                                           |
| Waldl Josef               | Landgemeinden              | Wahlbezirk Steyr       |                                           |
| Weißenwolff Konrad        | Großer Grundbesitz         |                        |                                           |
| Wiesner Karl              | Städte und Industrialorte  | Wahlbezirk Enns        |                                           |
| Winter Hans               | Städte und Industrialorte  | Ried                   |                                           |
| Wöhrle Karl               | Handels- und Gewerbekammer |                        |                                           |
| Wührer Max                | Landgemeinden              | Wahlbezirk Braunau     |                                           |
| Zehetmayr Johann          | Landgemeinden              | Wahlbezirk Schärding   | am 6. Jänner 1906 verstorben              |